# Längsfaser
Als Längsfasern werden in der Naturfaserindustrie Faserkollektive benannt, bei denen die Fasern vorzugsweise in einer Richtung orientiert sind. Längsfasern werden den Wirrfasern gegenübergestellt, deren Einzelfasern oder Faserbündel keine bevorzugte Ausrichtung haben.
Längsfasern, beispielsweise Längsfaserhanf und Längsfaserflachs, spielen vor allem beim Faseraufschluss von Langfasern eine Rolle. Hierzu zählen vor allem die Aufschlüsse für Verwendungen in der Textilverarbeitung, etwa in der Bekleidungsindustrie und bei der Herstellung anderer Textilien.